# Clive Owen
Clive Owen (n. 3 octombrie 1964, Coventry, Anglia, Regatul Unit) este un actor britanic. A câștigat Globul de Aur și un Premiu BAFTA și a fost nominalizat la Premiul Oscar pentru cel mai bun actor în rol secundar pentru rolul din filmul Ispita (2004).
A mai jucat în Sin City (2005), Derailed (2005),  Inside Man (2006), Children of Men (2006) și The International (2009).